# Titinga Frédéric Pacéré
Titinga Frédéric Pacéré, né le 31 décembre 1943 à Manèga en Haute-Volta et mort le 8 novembre 2024 à Ouagadougou (Burkina Fasso), est un avocat, écrivain, poète et chef traditionnel burkinabè.
Premier bâtonnier du Burkina Faso, il a également exercé en tant qu’avocat auprès du tribunal spécial de l'ONU pour le Rwanda. Auteur de plus de 20 livres, publiés dans 60 éditions, il est considéré comme le chef de file de la poésie burkinabè.

## Biographie
Titinga Frédéric Pacéré descend du côté paternel des chefs traditionnels du pays Mossi et appartient du côté maternel aux Gnun-Ossé, anciens habitants qui occupaient les terres avant l'arrivée des Mossi.
Avocat, chef traditionnel, homme de lettres et de culture, en 1997, il est le fondateur du Musée de Manéga au Burkina Faso. Il fait ses études dans son pays natal, puis au Sénégal et en Côte d'Ivoire, avant d'émigrer en France dans le cadre de ses études doctorales. Il a publié plus de 20 livres et a reçu, en 1991, la médaille d'honneur de l'Association des écrivains de langue française (ADELF).
En 1982, il reçoit le Grand prix littéraire d'Afrique noire pour deux de ses travaux : Poèmes pour l'Angola (1982) et La Poésie des griots (1982).
Il est le premier avocat de l'histoire du Burkina Faso.
Il a été doyen de l'ordre des avocats du Burkina Faso de 1973 à 1990 et son premier bâtonnier de 1990 à 1992, à la création de l'Ordre des avocats.
Il a représenté son barreau à la fondation de la Conférence internationale des barreaux, le 29 novembre 1985. 
Il a été membre du comité de rédaction de la Constitution du Burkina Faso de 1991, notamment en ce qui concerne le cadre du renouvellement de la présidence du pays.
En 1992, il est membre fondateur d'Avocats Sans frontières (ASF) avec l'avocat français Mario Stasi, organisation qu'il présente le 24 janvier 1992 et dont il revendique les racines africaines.
En 1993, Titinga Frédéric Pacéré a été porte-parole de 25 avocats dans le procès pour crimes de sang à Bamako. En 1996-1998, il a été avocat principal au Tribunal pénal international pour le Rwanda en tant qu'avocat des Nations Unies, et de 1998 à 2014, il avocat principal au Tribunal pénal international pour le Rwanda à Arusha (Tanzanie).
De 2004 à 2008, il est expert indépendant des Nations Unies sur les droits de l'homme en République démocratique du Congo.
Il est membre du comité international 17 octobre qui promeut la journée mondiale du refus de la misère. Il est membre du comité Quart Monde.
Le 7 janvier 2017,  Titinga Frédéric Pacéré est intronisé chef coutumier de Zitenga, comme Naba Panantugri (Aigle huppé), et règne sur vingt-huit villages.
Le 15 juin 2019, il a lancé l’« Appel de Manéga » pour restaurer la paix et la cohésion sociale avec cent personnalités.
Titinga Frédéric Pacéré meurt le 8 novembre 2024 à Ouagadougou, à l'âge de 80 ans,.

## Prix et distinctions
- 2024: Baobab d’Or[13]
- 2022: Grand-Croix de l’Étalon[14]
- 2017: Naaba Panantugri[15], chef coutumier de Manèga[16]
- 2016: Chevalier de la Légion d’honneur française[14]
- 2015: Grand Officier de l’Ordre national[17]
- 2013: Grand Prix de la poésie Léopold Sédar Senghor[18]
- 2009: Membre Honoris Causa de l’Académie des arts, des lettres et des sciences du Languedoc et membre de l’Académie des sciences d’outre-mer[14]
- 1982: Grand Prix Littéraire d’Afrique Noire pour Poèmes pour l’Angola et La poésie des griots[19].

## Travaux

### Littérature
- Ça tire sous le Sahel, 1976
- Refrains sous le Sahel, 1976
- Quand s'envolent les grues couronnées, 1976
- La poésie des griots, 1983
- Poème pour l'Angola, 1983
- Poème pour Koryo, 1986
- Livre, culture et développement, 1989
- Des entrailles de la terre, 1990
- Dim-Dolobsom
- La Bendrologie ou la science du langage tambouriné
- Bendr'N Gomdé
- Le langage des tam-tams et des masques en Afrique, 1992
- Saglego, la poésie du tam-tam, 1994
- L'homme meurt seul. Poème. 2007. L'Harmattan.

### Essais, art et témoignages
- Problématique de l'aide aux pays sous-développés, 1976
- Ainsi on a assassiné tous les Mossé, 1979
- L'artisan du Burkina, 1987
- Les Yakouga ou pierre tombales du Burkina, 1993

### Sociologie et droit
- La famille voltaïque en crise, 1976
- L'avortement et la loi, 1983
- Les enfants abandonnés, 1990
- Les personnes handicapées, 1990

## Ainsi on a assassiné tous les Mossé
Cet essai témoignage, sous-titré Anti-Histoire et destruction du Mogho de l'Afrique Occidentale a été édité en 1979 par les Éditions Naaman (Canada) et réédité en 1994 par la Fondation Pacéré.
Frédéric Titinga Pacéré y décrit les principes qui ont guidé la conception de la société moagha : l'équilibre et l'anti-histoire, comment la société appliquait ces principes dans toutes ses représentations du monde et d'elle même, et comment le Mogho (le monde mossi) a été détruit par la colonisation dans les racines même de son existence.
Pour simplifier, le raisonnement qui sous-tend l'anti-histoire est le suivant : le but de la société est d'assurer le bonheur de ses individus ; elle ne peut pas y arriver si elle est perpétuellement en train d'épuiser ses ressources (naturelles comme dans le cas de déforestations, ou humaines comme dans le cas de guerres sans fin). Le fait d'épuiser ses ressources renvoie en fait à la notion plus générale de rupture de l'équilibre nécessaire en tout pour assurer le bonheur des Hommes. Il s'agit alors pour la société d'accéder à un certain style de vie qu'elle juge acceptable et qui soit durable au-delà des siècles et des générations. La société se donne alors pour moyen d'assurer le bonheur des hommes, de préserver cet état de fait en mettant tout en œuvre pour éliminer les déséquilibres qui nuiraient à sa préservation. Ainsi, il s'agit souvent de lutter contre les effets du temps sur les différentes générations qui se succèdent afin qu'ils préservent leur bonheur. C'est donc là l'origine de l'appellation "anti-histoire" des Mossé.
Anti-histoire et équilibre sont les principes fondateurs de la philosophie des Mosse d'avant la colonisation, étant donné, comme l'explique l'ouvrage que le Mogho a été détruit et qu'ainsi on a assassiné tous les Mossé.